# Physarum
Physarum é um gênero de protozoários pertecente à classe mycetozoa cujos integrantes caracterizam-se por passarem por um estágio de plasmódio: uma massa multinucleada rasteja no protoplasma com nenhuma parede celular.

## Espécies
- Physarum cinereum
- Physarum nutans
- Physarum polycephalum
- muitos outros